# بيرت لويس
بيرت لويس (بالإنجليزية: Bert Lewis)‏ هو لاعب كرة قاعدة أمريكي، ولد في 3 أكتوبر 1895 في توناواندا في الولايات المتحدة، وتوفي بنفس المكان في 24 مارس 1950.

## وصلات خارجية
- بيرت لويس على موقعبيزبول رفرنس.كوم (الدوري الرئيسي) (الإنجليزية)
- بيرت لويس على موقعبيزبول رفرنس.كوم (الدوري الثانوي) (الإنجليزية)